# Campagne du Gabon
Seconde Guerre mondiale
Batailles
Batailles et opérations des campagnes d'Afrique, du Moyen-Orient et de Méditerranée
- Guerre du Désert
- Campagne d'Afrique de l'Est
- Campagne d'Afrique du Nord
- Bataille de la Méditerranée
- Bombardements italiens de la Palestine mandataire
- Bombardement du Bahreïn
- Campagne du Gabon
- Campagne des Balkans
- Guerre anglo-irakienne
- Campagne de Syrie
- Résistance en Grèce
- Opérations en Yougoslavie
- Opérations anti-partisans en Croatie
- Invasion anglo-soviétique de l'Iran
- Bataille de Madagascar
- Offensive de Belgrade
- Campagne d'Italie
- Résistance en Macédoine

Front d'Europe de l'Ouest

Front d'Europe de l'Est

Bataille de l'Atlantique

Guerre du Pacifique

Guerre sino-japonaise

Théâtre américain
La campagne du Gabon ou bataille de Libreville est une campagne militaire qui a lieu au Gabon, en novembre 1940, pendant la Seconde Guerre mondiale. Elle se termine par la prise de Libreville (Gabon) par les Forces françaises libres (FFL) sous les ordres du général de Gaulle et le ralliement à la France libre de l'Afrique-Équatoriale française (AEF), qui devient, avec le Cameroun, l'Afrique française libre.

## Contexte
Le 8 octobre 1940, le général de Gaulle arrive à Douala, avant d'autoriser, le 12 octobre, la mise en place de plans pour l'invasion du Gabon. Il désire utiliser l'Afrique-Équatoriale française (AEF) comme base arrière d'où il pourrait lancer des attaques contre la Libye, contrôlée alors par les forces de l'Axe, mais qui servirait également à surveiller la situation au Tchad, au nord.

## Déroulement de la campagne
Le 27 octobre, les Forces françaises libres (FFL) traversent le Gabon et prennent la ville de Mitzic. Le 5 novembre, la garnison vichyste de Lambaréné capitule alors que le gros des Forces françaises libres (FFL), sous les ordres du colonel Leclerc et du chef de bataillon Kœnig, quittent Douala, au Cameroun français, pour prendre Libreville (Gabon).
Le 8 novembre 1940, le HMS Milford (en) coule le sous-marin Poncelet, appartenant aux forces de Vichy. Les hommes de Kœnig, comprenant des soldats de la Légion étrangère (avec notamment la 13e demi-brigade), des tirailleurs sénégalais et des Camerounais, débarquent à la Pointe La Mondah.
Le 9 novembre, des Lysanders, partis de Douala, bombardent l'aérodrome de Libreville. Kœnig rencontre une importante résistance à l'approche de la ville, mais parvient à s'emparer de l'aérodrome. Les Forces navales françaises libres (FNFL), à bord de l'aviso colonial Savorgnan de Brazza, attaquent et coulent l'aviso colonial Bougainville,.
Le 12 novembre, le reste des forces de Vichy capitule à Port-Gentil à la suite de l'arrivée par avion de deux gaullistes en ville, en réalité non-mandatés, mais prétendant précéder une troupe d'assaut plus grande. 
Le gouverneur Masson se suicide par désespoir.

## Développements ultérieurs
Le 15 novembre, l'appel personnel de De Gaulle ne convainc pas les hommes de Vichy, qui, avec le général Têtu, sont internés comme prisonniers de guerre au Congo pendant deux ans avant de se rallier au général Giraud pour la plupart. André Parant, l'un des artisans de la conquête du Gabon, est nommé gouverneur de la colonie par de Gaulle.